# Baek Sung-Dong
Baek Sung-Dong (Hangul: 백성동), född den 13 augusti 1991 i Jeonju, Sydkorea, är en sydkoreansk fotbollsspelare som spelar för J. League-klubben Sagan Tosu. Han tog OS-brons i herrfotbollsturneringen vid de olympiska fotbollsturneringarna 2012 i London. 